# Ernst Richard Freytag
Ernst Richard Freytag (* 15. April 1849 in Plauen, Vogtland; † 1931 in Borstendorf) war ein deutscher Lehrer und Heimatforscher.

## Leben und Wirken
Nach dem Schulbesuch nahm er eine Lehrerausbildung auf. Danach wurde er als Lehrer, später als Oberlehrer in Zschopau, Plauen und Borstendorf tätig. Daneben betätigte sich Freytag als Chronist und Heimatforscher. 1914 trat er in den Altertumsverein Plauen i. V. ein.

## Schriften (Auswahl)
- Historische Volkslieder der Sächsischen Heeres. 1892.
- König Albert in Meißen. In: Bunte Bilder aus dem Sachsenlande. Für Jugend und Volk. Leipzig 1892, S. 36 f.
- Sachsens geschichtlich-geographische Sprichwörter und Geflügelte Worte. Ernst Wunderlich, Leipzig 1898.
- (mit Eugen Schurig): Anekdoten und Charakterzüge aus dem Leben König Alberts von Sachsen. Staub, Dresden 1904.
- Festschrift zum 25jährigen Jubiläum verbunden mit Fahnenweihe des Gesangvereins Liedertafel Borstendorf am 6., 7. und 8. Sept. 1924. Gesangverein Borstendorf, 1924.
- Zur Geschichte der Privilegierten Schützengesellschaft zu Auerbach i. V. : Verf. nach Akten d. Hauptstaatsarchivs zu Dresden und des Ratsarchivs zu Auerbach. Vogtländ. Druck- u. Verlagsanst. G. Schlicke, Auerbach 1925.
- Christliche Lieder. Dichtungen. Xenien-Verlag, Leipzig [1928].